# マクネアリー郡 (テネシー州)
マクネアリー郡（英: McNairy County）は、アメリカ合衆国テネシー州の南西部、ミシシッピ州との州境に位置する郡である。2010年国勢調査での人口は26,075人であり、2000年の24,653人から5.8%増加した。郡庁所在地はセルマー市（人口4,396人）であり、同郡で人口最大の都市でもある。
シリーズ映画Walking Tall の登場人物であるビュフォード・プッサー保安官は1964年から1970年までマクネアリー郡保安官を務めていた。
郡内にはクーン・クリーク科学センターがあり、ここには後期白亜紀の貝殻や脊椎動物（モササウルスなど）の化石が保存されている。

## 歴史

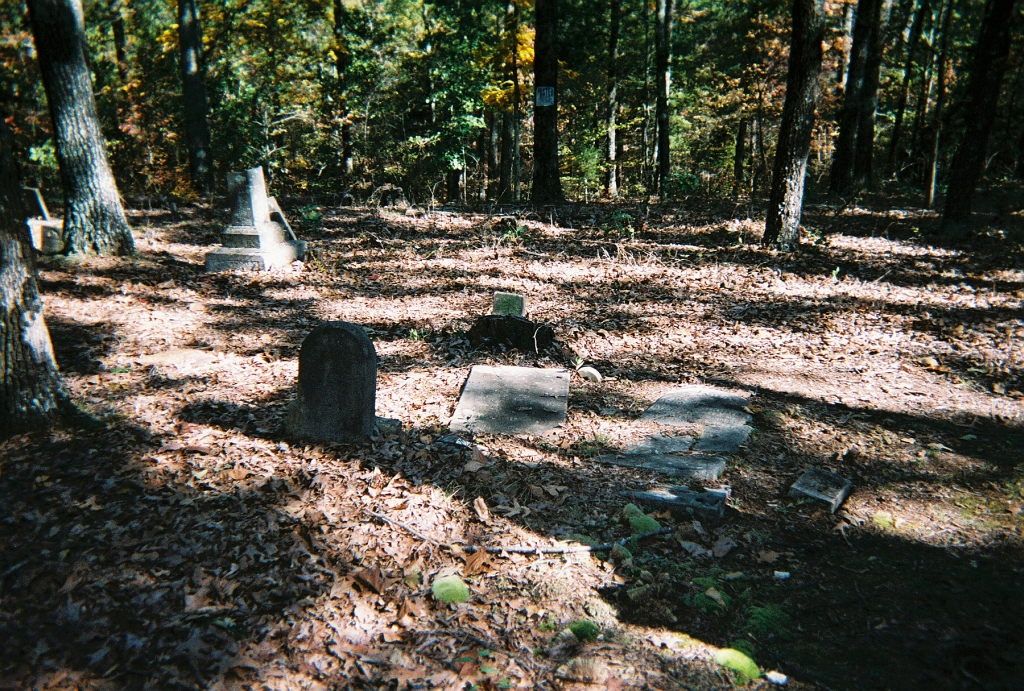
パーディの町は1890年まで郡庁所在地だった。パーディ墓地には1800年代初期の日付が刻まれたものがある、2007年撮影

### 郡庁所在地
パーディの町は1890年まで郡庁所在地だった。この年からセルマーが郡庁所在地になっている。

### ビュフォード・プッサー保安官
ビュフォード・プッサーは1964年から1970年までマクネアリー郡保安官を務めていた。セルマーにある郡庁舎と監獄が活動拠点だった。不法の蒸留業者、密造酒家、賭博場、郡の腐敗と戦ったことで名声を得た。その物語は、ジョー・ドン・ベイカーとボー・スベンソンが出演したシリーズ映画Walking Tallや多くのドキュメンタリー、書籍で有名になった。

### 新聞
マクネアリー郡で現在も続く最古の事業は1902年に発刊した新聞「インデペンデント・アピール」である。セルマー市の北2番通り111にある。

## 地理
アメリカ合衆国国勢調査局に拠れば、郡域全面積は561平方マイル (1,453 km2)であり、このうち陸地560平方マイル (1,450 km2)、水域は1平方マイル (2 km2)で水域率は0.14%である。
郡内を通る幹線道路は東西方向の アメリカ国道64号線と南北方向の アメリカ国道45号線であり、これらが郡内で交差して郡域を4つに分けている。国道64号線はニューヨーク市からサンフランシスコ市まで伸びていた歴史的なリー・ハイウェイを使っている。

### 隣接する郡
- チェスター郡 - 北
- ハーディン郡 - 東
- アルコーン郡 (ミシシッピ州) - 南
- ハードマン郡 - 西

## 公園と観光地
郡内には広さ5,000エーカー (20 km²) のビッグヒル池州立公園があり、樹木で覆われ硬木低地になっている。
郡内にはクーン・クリーク科学センターもあり、クーン・クリーク地層の上のリープウッドに位置する化石有名な場所であり、ここには7,000万年前の後期白亜紀の貝殻や脊椎動物（モササウルスなど）の化石が保存されている。
さらに州内でも最も成功した田園部芸術組織がある。アーツ・イン・マクネアリーと呼ばれ、演劇公演、地元美術の展示、2年に1回のアーティザン・トレイルなどを通じて郡内と周辺地域での芸術認識を高めている。

## 人口動態

人口ピラミッド

以下は2000年の国勢調査による人口統計データである。
| 基礎データ - 人口: 24,653人 - 世帯数: 9,980 世帯 - 家族数: 7,135 家族 - 人口密度: 17人/km2（44人/mi2） - 住居数: 11,219軒 - 住居密度: 8軒/km2（20軒/mi2） 人種別人口構成 - 白人: 92.22% - アフリカン・アメリカン: 6.23% - ネイティブ・アメリカン: 0.20% - アジア人: 0.13% - その他の人種: 0.24% - 混血: 0.98% - ヒスパニック・ラテン系: 0.93% | 年齢別人口構成 - 18歳未満: 23.6% - 18-24歳: 8.1% - 25-44歳: 26.7% - 45-64歳: 25.6% - 65歳以上: 15.9% - 年齢の中央値: 39歳 - 性比（女性100人あたり男性の人口） - 総人口: 94.2 - 18歳以上: 91.4 世帯と家族（対世帯数） - 18歳未満の子供がいる: 29.9% - 結婚・同居している夫婦: 58.0% - 未婚・離婚・死別女性が世帯主: 9.9% - 非家族世帯: 28.5% - 単身世帯: 25.9% - 65歳以上の老人1人暮らし: 12.5% - 平均構成人数 - 世帯: 2.42人 - 家族: 2.89人 | 収入と家計 - 収入の中央値 - 世帯: 30,154米ドル - 家族: 36,045米ドル - 性別 - 男性: 30,028米ドル - 女性: 21,450米ドル - 人口1人あたり収入: 16,385米ドル - 貧困線以下 - 対人口: 15.9% - 対家族数: 11.8% - 18歳未満: 19.0% - 65歳以上: 20.8% |

## 都市と町
| - アダムズビル - ベセルスプリングス - イーストビュー - フィンガー - ギルクライスト（未編入の町） | - ガイズ - ミチー - ミレッジビル - パーディ（未編入の町） - ラマー | - ローズクリークビレッジ（未編入の町） - セルマー - 郡庁所在地 - スタントンビル - ウルフペン（未編入の町） |